# Harder (schip, 1977)
De Harder is een onderhoudsboot van de Waddenunit (ministerie van Landbouw, Natuur en Voedselkwaliteit) die dienstdoet op de Waddenzee. Ze beschikt over een hijskraan en is zo gebouwd dat ze zonder schade aan de kiel kan droogvallen op het wad.
Het gebied waar ze surveillances uitvoert, is het oostelijke Waddengebied, ruwweg tussen Lauwersoog en de Dollard.
De andere schepen van de Waddenunit zijn de:
- Stormvogel
- Krukel
- Phoca